# Salim Hamdan
Salim Ahmed Hamdan, Arabisch: سليم احمد حمدان (Wadi Hadhramaut, 1970) is afkomstig uit Jemen en is de voormalige chauffeur en lijfwacht van Osama bin Laden. Op 7 augustus 2008 werd hij door de jury van de militaire rechtbank in Guantánamo Bay veroordeeld tot 5,5 jaar cel. De ex-chauffeur werd de dag daarvoor schuldig bevonden aan het ondersteunen van terrorisme, maar vrijgesproken van samenzwering. Aanklagers hadden een celstraf van minstens dertig jaar geëist.
Hamdan was een parttime taxichauffeur toen hij in 1996 werd gerekruteerd voor de jihad om in Tadzjikistan tegen de door Rusland gesteunde regering te vechten. Het groepje waar hij deel van uitmaakte geraakte echter niet verder dan de Afghaans-Tadzjiekse grens. Uiteindelijk sluiten ze zich eind 1996 aan bij het door Osama bin Laden geleide Al Qaida. Deze is dan net Soedan uitgezet en wil met steun van zijn nieuwe gastheren, de Taliban, Al Qaida in Afghanistan opnieuw opzetten. Eind november 2001, tijdens de Amerikaanse militaire campagne in Afghanistan, werd Hamdan door Afghaanse krijgsheren gevangengenomen bij de Pakistaanse grens. Deze droegen hem enkele dagen later voor een beloning van $5.000 over aan de Amerikanen. Hij verbleef zes maanden in Amerikaanse gevangenissen in de Afghaanse plaatsen Baghram en Kandahar voordat hij in mei 2002 werd overgebracht naar Guantánamo Bay waar hij tot 8 januari 2009 gevangen zat.
Hem werd in eerste instantie 'samenzwering en het voorzien van materiële ondersteuning voor terroristische doeleinden door het transporteren van wapens en zijn aanwezigheid in een Al Qaida-trainingskamp' ten laste gelegd maar op 5 juni 2007 verklaarde een rechter het justitieel systeem van dat moment ongrondwettelijk en liet de aanklachten vallen. Hij werd vastgehouden zonder aanklacht als een vijandelijke strijder ('enemy combatant'). Hij werd met nieuwe beschuldigingen voorgeleid op 21 juli 2008 en schuldig bevonden aan het voorzien van Al Qaida van materiële ondersteuning. Hij werd vrijgesproken van terroristische samenzwering. In januari 2009 werd hij vrijgelaten en overgebracht naar Jemen.
Aan deze rechtszaak ging de opzienbarende zaak van Hamdan v. Rumsfeld (2006) vooraf bij het Amerikaanse Hooggerechtshof, dat bepaalde dat de opgezette speciale militaire tribunalen voor de gevangenen van Guantánamo Bay in strijd waren met het Amerikaanse militaire recht en het internationaal recht. Op 16 oktober 2012 oordeelde een Amerikaans gerechtshof dat Hamdan nooit veroordeeld had mogen worden voor 'steun geven aan terrorisme', omdat dit ten tijde van het feit dat hij chauffeur was van Osama Bin Laden nog geen oorlogsmisdaad was.